# 球夢角鮟鱇
球夢角鮟鱇，為輻鰭魚綱鮟鱇目棘茄魚亞目夢角鮟鱇科的其中一種。分布於北太平洋區，包括鄂霍次克海、白令海及阿拉斯加州、加拿大卑詩省海域，屬深海魚類，棲息深度約200至2000公尺。本魚餌球在末梢部末端生長著前肢有很多的長絲狀突起, 一對中間的附肢用高度分枝的絲狀突起, 一個短的圓乳突而且後肢有2個短的絲狀突起，背鰭軟條6至7枚；臀鰭軟條4枚；脊椎骨19個，體長可達23公分。

## 扩展阅读
維基物種上的相關：球夢角鮟鱇